# (7856) Viktorbykov
(7856) Viktorbykov (1975 VB1) – planetoida z pasa głównego asteroid okrążająca Słońce w ciągu 5,7 lat w średniej odległości 3,19 j.a. Odkryta 1 listopada 1975 roku.